# Paradesmiphora farinosa
Paradesmiphora farinosa là một loài bọ cánh cứng trong họ Cerambycidae.